# San Carlos (Ecuador)
San Carlos es una parroquia rural ecuatoriana ubicada en el cantón Quevedo de la provincia de Los Ríos.

## Historia
En un principio fue un pequeño recinto llamado Carbo Malo que se ubicaba en la ribera del río Quevedo y que habría llevado este nombre por los apellidos del propietario de los terrenos en que se acentaba. Estas tierras fueron luego compradas por Arturo Fuentes, un agricultor originario de Vinces.
En 1954, durante el tercer mandato de José María Velasco Ibarra, se terminó la construcción de la carretera que une a Babahoyo con Quevedo. Arturo Fuentes, considerado fundador de San Carlos, era dueño de las tierras que colindaban con la carretera y empezó a vender lotes por tres sucres el metro cuadrado, lo que hizo que la población se mude al sector de la carretera. Con el tiempo, el pequeño recinto denominado Carbo Malo se convirtió en una fuente de comercio, debido a la moviliacion que existía y que además ayudó que su población aumentara.
En 1960 el recinto adopta el nombre de San Carlos y en 1977 sus habitantes empiezan a realizar los trámites para que se convierta a parroquia. Sin embargo fue establecida como parroquia el 2 de julio de 1982 mediante el decreto N.º 835 durante la presidencia de Osvaldo Hurtado Larrea.

## Geografía
La parroquia está ubicada en la llanura del oeste de los Andes, con el río Quevedo corriendo hacia el sur en su límite administrativo occidental y el río Chipe fluyendo hacia el sur en su límite administrativo nororiental.
Se encuentra a altitudes entre 60 y 100 metros, con la cabecera municipal de San Carlos, de aproximadamente 80 metros de altura, situada a 10 km al sur-sureste de la cabecera cantonal. La carretera troncal de la costa atraviesa el sur de la parroquia en dirección sur-sureste, pasando por San Carlos y continuando a lo largo del este del río Quevedo hasta llegar a la ciudad de Quevedo.

## Extensión y límites
La parroquia tiene una superficie de 84,61 km². Limita al noroeste con la ciudad de Quevedo, al noreste con el cantón Quinsaloma, al sureste con la parroquia Zapotal (cantón Ventanas) y al suroeste con el cantón Mocache.